# Những việc cần làm ngay
Những việc cần làm ngay là tập hợp những bài báo do nguyên  Tổng Bí thư Ban Chấp hành Trung ương Đảng Cộng sản Việt Nam Nguyễn Văn Linh viết dưới bút danh N.V.L (tức Nguyễn Văn Linh hay cũng có thể hiểu là "Nói Và Làm" hoặc "Nhảy vào lửa") được đăng trên chuyên mục cùng tên của báo Nhân Dân vào thời kỳ sau Đổi Mới giai đoạn 1987-1990.

## Về chính trị
Một loạt bài viết của N.V.L đã chỉ ra "sức ỳ" và những "thói hư tật xấu trong xã hội đang bị che khuất" mà lúc bấy giờ không ai dám nói tới.
Qua những lập luận lý lẽ vững chắc có cơ sở khoa học và sâu sát với thực tiễn,N.V.L đã nhận thấy rõ những nguyên nhân cơ bản gây cản trở quá trình đổi mới,và từ đó ông đã thẳng thắn phê phán lên án một cách rất mạnh mẽ về những nhận thức sai lầm của xã hội, tư duy lãnh đạo còn giáo điều, bảo thủ;công tác quản lý của nhà nước còn lỏng lẻo, chưa sâu sát, chưa phát huy được vai trò định hướng nền kinh tế xã hội; tệ nạn tham ô, nhũng nhiễu, tiêu cực của một số cán bộ lãnh đạo, một số cơ quan công quyền của nhà nước vẫn đang diễn ra hàng ngày."Số cán bộ tiêu cực và gian thương làm giàu" đang "sống phè phỡn trên lưng người lao động và nhà nước của nhân dân"; "Còn những kẻ xấu nhiều năm nay lợi dụng danh nghĩa trạm kiểm soát của Nhà nước hà hiếp, ăn cướp của dân, nay chưa bị nghiêm trị, vẫn quen thói cũ. Còn những cán bộ bao che cho việc làm trên"; "Còn những cán bộ quan liêu không chịu thực hiện chủ trương của Đảng và Nhà nước..."; "Còn những cán bộ lãnh đạo chỉ nhìn thấy cái lợi nhỏ trong số tiền và hàng thu lại ở địa phương, không nhìn thấy cái hại lớn là mất lòng dân, giá cả thị trường bất hợp lý, tiêu cực phát triển, ngăn trở lưu thông dẫn đến phá hoại sản xuất"... Vậy có thể thấy, Những việc cần làm ngay đã tiên phong đột phá vào những khâu "yếu kém nhất" trong Đảng cộng sản thời kỳ bấy giờ.

## Về công tác xây dựng Đảng
Khi bàn về 1 trong những vấn đề quan trọng bậc nhất có tính chất sống còn của Đảng ông đã nêu cao tinh thần dám nghĩ, dám làm dám chịu trách nhiệm của người đứng đầu quyết tâm đổi mới, quyết đấu tranh chống hư hỏng, tiêu cực, cản trở công cuộc đổi mới, góp phần "xây dựng đội ngũ cán bộ thực sự trong sạch, có năng lực, có trình độ và kinh nghiệm thực tế". "Những việc cần làm ngay" thể hiện rõ chân lý cuộc sống mà Nguyễn Văn Linh đã nêu: "Lòng tin của nhân dân sẽ thật sự trở lại khi nhân dân nhìn thấy tận mắt những đổi mới"; khi nhân dân thấy "các đồng chí lãnh đạo ở các cấp cần nêu gương tốt, giữ mình trong sạch, không quan liêu, không bè phái để có đủ uy tín và sự nghiêm minh trong công việc". Đây chính là tấm gương sáng về tinh thần dám nghĩ, dám làm, dám chịu trách nhiệm của người đứng đầu, nhất định nói đi đôi với làm, từ việc nhỏ đến việc lớn. Giá trị khoa học tạo nên sức sống "Những việc cần làm ngay" chính là ở chỗ "được làm ngay" và "làm đến nơi, đến chốn", không đánh trống bỏ dùi.

## Về công tác dân vận
Phát huy mạnh mẽ tinh thần "lấy dân làm gốc", tạo nên "sức mạnh vật chất" để thu được thắng lợi trong công tác xây dựng Đảng. Với phương châm "Dễ mười lần không dân cũng chịu/ Khó trăm lần dân liệu cũng xong", Những việc cần làm ngay mang đậm tính nhân dân, phát huy cao độ sức mạnh của nhân dân, dẫn dắt mọi người tham gia cuộc vận động với động cơ đúng, thái độ đúng, cách ứng xử xây dựng và tinh thần kiên trì,... như tác giả mong muốn: "mong muốn cán bộ từ Trung ương xuống cơ sở, mong đồng bào trong và ngoài Đảng tới đây sẽ tham gia ngày càng đông đảo cùng viết, cùng phanh phui những việc mà N.V.L. tôi không tài nào biết hết và biết chi tiết được.

## Một số ý kiến góp ý
Viết thôi không đủ, các cấp lãnh đạo phải xử lý nghiêm minh và công bằng mới được. Ai xấu quá thì phải trừng trị. Ai có lỡ lầm nhỏ nhưng thực lòng cải hối thì giáo dục lại thành người tốt. Khuyên nhau làm việc tốt, tôn trọng kỷ luật, pháp luật". "Những việc này phải chung tay mà làm một cách kiên trì mới thành công được. Phải vừa nghiêm khắc, vừa độ lượng. Dạy bảo, phê bình nhau với động cơ trong sáng, tấm lòng chân thành và ý thức trách nhiệm cao".
tinh thần động viên, cổ vũ thôi thúc nhiều thành phần, đối tượng tham gia công cuộc đổi mới, xây dựng chỉnh đốn Đảng, mà trước hết là đối với những lực lượng tiến bộ, những nhân tố tích cực "tham gia sôi nổi vào phong trào công khai vạch trần và xử lý những tiêu cực dưới nhiều dạng của nhiều cá nhân, tập thể, góp phần đẩy lùi tiêu cực, phát huy tích cực". Những việc cần làm ngay, chính vì thế đã gây hiệu ứng rất sâu rộng và có "giá trị lan tỏa" rất nhanh, thổi bùng thành một phong trào chống tiêu cực rộng lớn trên khắp cả nước, lôi cuốn báo chí, các lực lượng quần chúng vào công cuộc đổi mới, như chính tác giả từng ý thức một cách sâu sắc rằng: "Một N.V.L. hay vài N.V.L. không thể biết hết mọi việc, nói hết mọi việc và làm hết mọi việc. Chỉ có sự nhất trí hành động của toàn Đảng, toàn dân mới có thể tạo nên chuyển biến thật sự cho đất nước". Đó cũng chính là khoa học về tổ chức lãnh đạo của Đảng.

## Ghi nhận
Đối với các thế hệ lãnh đạo tại Việt Nam, Những việc cần làm ngay được xem là 1 trong những tài liệu rất có giá trị trong công tác giảng dạy và tuyên truyền cũng như ít nhiều đã có tác động đáng kể đến những chính sách lãnh đạo của gới cầm quyền ở nước này.
Chiến dịch Đốt lò nhằm làm trong sạch bộ máy chính quyền dẹp bỏ những tệ tham ô, nhũng nhiễu, cửa quyền, quan liêu và những vấn nạn trong bộ máy nhà nước của Tổng bí thư Nguyễn Phú Trọng cũng có thể xem là 1 hình thức kế thừa, phát huy và đem những giá trị lý luận của Những việc cần làm ngay vào thực tiễn trong công tác xây dựng, chỉnh đốn đảng hiện nay.

## Chỉ trích
Thực tế là dư luận thiểu số trong nước và một số tổ chức đấu tranh chính trị của người Việt ở nước ngoài vẫn còn tồn tại nhiều hoài nghi và có ý kiến cho rằng những việc cần làm ngay mới chỉ được viết và nói chứ chưa thực sự được áp dụng và thi hành một cách nghiêm túc đồng bộ trong các chủ trương chính sách của giới cầm quyền tại Việt Nam. Bởi vì thế mà những việc cần làm ngay còn bị gọi bằng một cái tên châm biếm khác là  những việc cần làm ngơ.